# Eleccions legislatives islandeses de 2007
Les eleccions legislatives islandeses de 2007 es van dur a terme el 12 de maig d'aquest any per a escollir els membres de l'Alþingi. Amb un 36,6% dels vots, els resultats van atorgar la victòria al Partit de la Independència de l'aleshores primer ministre d'Islàndia Geir Haarde, però a causa dels magres resultats obtinguts pel Partit Progressista, la coalició que mantenien aquests dos partits es va dissoldre després de 12 anys de col·laboració, donant lloc a una nova gran coalició del Partit de la Independència amb l'Aliança Socialdemòcrata. Dels 221.330 votants registrats, van participar 185.071, al voltant de 83,6%. De tots els vots, 2.902, o aproximadament l'1,6%, van ser invàlids.

## Resultats
| Partits                    | Partits                                                         | Vots    | %    | +/−  | Escons  | +/− |
| -------------------------- | --------------------------------------------------------------- | ------- | ---- | ---- | ------- | --- |
|                            | Partit de la Independència (Sjálfstæðisflokkurinn)              | 66.749  | 36,6 | +2,9 | 25 / 63 | 3   |
|                            | Aliança Socialdemòcrata (Samfylkingin)                          | 48.742  | 26,8 | –2,4 | 18 / 63 | 2   |
|                            | Moviment d'Esquerra-Verd (Vinstrihreyfingin – grænt framboð)    | 26.136  | 14,3 | +5,5 | 9 / 63  | 4   |
|                            | Partit Progressista (Framsóknarflokkurinn)                      | 21.349  | 11,7 | –6,0 | 7 / 63  | 5   |
|                            | Partit Liberal (Frjálslyndi flokkurinn)                         | 13.233  | 7,3  | –0,1 | 4 / 63  | =   |
|                            | Moviment Islandès-Terra Viva (Íslandshreyfingin – lifandi land) | 5.953   | 3,3  | +3,3 | 0 / 63  | Nou |
| Total (participació 83,6%) | Total (participació 83,6%)                                      | 182.679 | 100  |      | 63      |     |